# وزارة رشيد عالي الكيلاني الثانية
حكومة رشيد عالي الكيلاني الثانية أو الوزارة الكيلانية الثانية هي ثالث حكومة عراقية بعد انضمام المملكة العراقية إلى عصبة الأمم، والحكومة العراقية السابعة عشر.
عندما توفي الملك فيصل الأول في 8 أيلول 1933، كلف رشيد عالي الكيلاني بتشكيل وزارته الثانية خلفا لوزارته الأولى، وقد حافظت الوزارة على التشكيلة ذاتها، واستمرت للفترة من 9 أيلول 1933 إلى 28 تشرين الأول 1933. تشكلت بعدها وزارة جميل المدفعي الأولى.

## التشكيلة الوزارية
تكونت الوزارة من الوزراء أدناه:
- رئيس مجلس الوزراء: رشيد عالي الكيلاني
- وزير الداخلية: حكمت سليمان
- وزير المالية: ياسين الهاشمي
- وزير العدلية: محمد زكي البصري
- وزير الأشغال: رستم حيدر
- وزير الدفاع: جلال بابان
- وزير الخارجية: نوري السعيد
- وزير المعارف: عبد المهدي المنتفكي